# Pierre Mougin
Pour les articles homonymes, voir Mougin.
Pierre Mougin, né le 15 mai 1880 à Laxou et mort le 7 septembre 1955 à Gerbéviller, est un céramiste français du XXe siècle. Avec son frère Joseph (1876-1961), il forme un tandem de céramistes et sculpteurs connu sous le nom de « Frères Mougin ». Ils ont exercé tous deux leur talent à l'époque de l'Art nouveau et à l'époque Art déco.

## Biographie

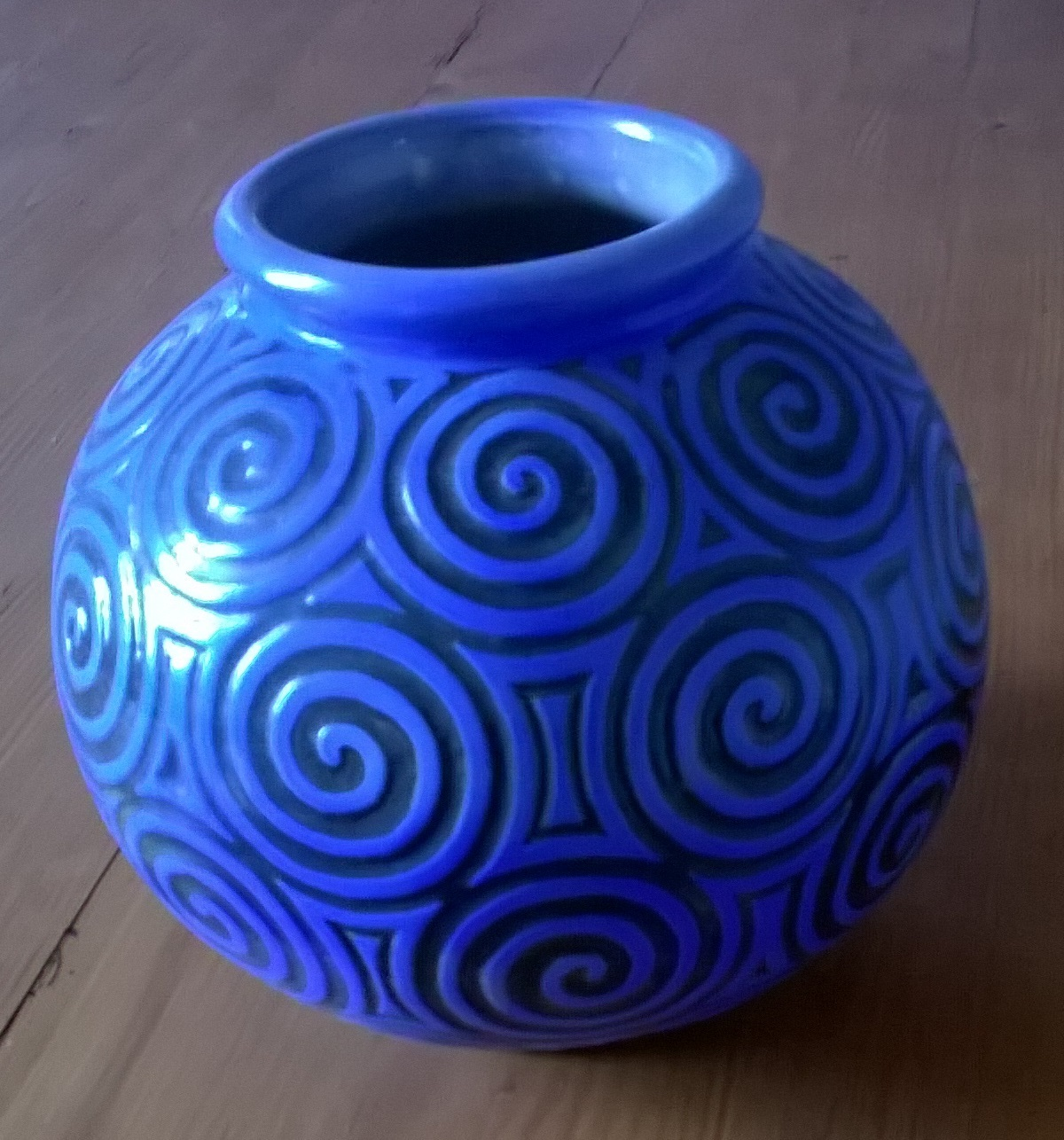
Vase en grès signé « Frères Mougin », réalisé vers 1925 dans l'atelier de la faïencerie de Lunéville.

Fils de Xavier Mougin, directeur de la cristallerie de Portieux, Pierre Louis Mougin naît le 15 mai 1880 à Laxou. Son frère Joseph, né quatre ans plus tôt à Nancy, lui ouvrira la voie des arts. Issus d'une famille de cristalliers, c'est un autre art du feu, la céramique, qui les passionnera.
Pierre Mougin meurt le 7 septembre 1955 à Gerbéviller.

## Formation artistique
Alors que son frère Joseph suit des études d'art à l'École des Beaux-Arts de Nancy, Pierre s'intéresse tout d'abord au théâtre. Pierre rejoint son frère pour travailler dans un atelier à Montrouge. Il est chargé de la recherche des émaux, alors que son frère s'occupe de la sculpture. Ils fabriquent alors des pièces dans la mouvance Art nouveau. Les frères Mougin rentrent en Lorraine en 1906.